# Asthenotricha pycnoconia
Asthenotricha pycnoconia is een vlinder uit de familie spanners (Geometridae). De wetenschappelijke naam van deze soort is voor het eerst geldig gepubliceerd in 1933 door Janse.
De soort komt voor in tropisch Afrika.